# Wagnon
Wagnon település Franciaországban, Ardennes megyében. Lakosainak száma 108 fő (2022. január 1.). Wagnon Dommery, Grandchamp, Mesmont, Novion-Porcien, Signy-l’Abbaye és Viel-Saint-Remy községekkel határos.

## Népesség
A település népessége az elmúlt években az alábbi módon változott:
| Lakosok száma | 157  | 118  | 96   | 106  | 112  | 123  | 128  | 131  | 124  | 108  |
|               | 1968 | 1982 | 1990 | 2006 | 2013 | 2015 | 2017 | 2019 | 2020 | 2022 |